# Lee So-yeon
Lee So-yeon, född 16 april 1982 i Seoul, Sydkorea, är en sydkoreansk skådespelare.

## Filmografi (urval)
- 2003 - Hemliga begär
- 2004 - Git